# Hwang Jang Yŏp
Hwang Jang Yŏp (kor. 황장엽; ur. 17 lutego 1923 w Kangdong, zm. 10 października 2010 w Seulu) – jeden z najbliższych współpracowników Kim Ir Sena i główny ideolog Partii Pracy Korei. Współtwórca ideologii Dżucze oraz propagandysta. W 1997 r. uciekł do Korei Południowej.

## Młodość
Hwang urodził się w Kangdong, w prowincji P’yŏngan Południowy. Ukończył Szkołę Handlową w Pjongjangu w 1941 r., a następnie w 1942 r. w Tokio rozpoczął studia prawnicze na Uniwersytecie Chuo (jap. Chūō Daigaku). W 1944 r. zrezygnował i wrócił do Pjongjangu, gdzie uczył matematyki w macierzystej uczelni.

## Działalność w Partii Pracy Korei
W 1946 r. wkrótce po powstaniu Partii Robotniczej w Korei Północnej wstąpił w jej szeregi.
W latach 1949–1953 studiował na Uniwersytecie Moskiewskim w Związku Radzieckim, gdzie poznał swoją żonę, Pak Sŏng Ok. Po powrocie do Korei Północnej, został wykładowcą filozofii na Uniwersytecie im. Kim Ir Sena.
W 1972 r. został przewodniczącym Najwyższego Zgromadzenia Ludowego. Stanowisko piastował przez 11 lat.
W 1983 r. został usunięty ze Zgromadzenia i jego pozycja się pogorszyła, choć był „Nauczycielem Kim Dzong Ila” na uniwersytecie. Kim krytykował go, szczególnie za zbyt bliskie zainteresowanie reformami ekonomicznymi w Chinach.

## Zdrada
W dniu 12 lutego 1997 r., w drodze powrotnej do kraju z Tokio, przez Chiny, udał się do Ambasady Republiki Korei w Pekinie wraz z szefem północnokoreańskiej firmy handlowej w Pekinie, Kim Duk-hongiem.

Kilka dni później Kim Dzong Il powiedział w Radiu Pjongjang: 

"Tchórze, uciekinierzy. Będziemy bronić czerwonej flagi rewolucji do końca"

Wiadomość ta została uznana za oficjalną reakcję na zdradę ojczyzny przez Hwanga.
Kilka tygodni później chińskie władze pozwoliły Hwangowi na wyjazd do Korei Południowej przez Filipiny.
Po zdradzie kraju przez Hwanga jego żona popełniła samobójstwo, jedna córka zmarła w tajemniczych okolicznościach, spadając z ciężarówki, a pozostałe jego dzieci, córka i syn, oraz jego wnuki, prawdopodobnie zostały wysłane do obozów pracy.
Po przybyciu do Korei Południowej, stał się krytykiem reżimu północnokoreańskiego. Opublikował wiele książek i traktatów.
Po objęciu w 1998 r. urzędu prezydenta przez Kim Dae-junga, który prowadził pojednawczą, „słoneczną politykę” zjednoczeniową (ang. Sunshine Policy), Hwang był w coraz większym stopniu marginalizowany, a w listopadzie 2000 r. został usunięty z funkcji przewodniczącego Badawczego Instytutu Zjednoczenia.
Hwang przyczynił się do stworzenia gazety internetowej Daily NK, redagowanej przez północnokoreańskich emigrantów w Korei Południowej. Opisywał w niej swoje wspomnienia z ucieczki i pracy dla reżimu.
W kwietniu 2010 r. National Intelligence Service ogłosiła, że aresztowała dwóch północnokoreańskich agentów, którzy rzekomo zostali wysłani w celu dokonania zamachu na Hwanga. Dwóch agentów miało być podobno szkolonych przez sześć lat w ramach przygotowań do misji. Mieli udawać uciekinierów, ale zostali zdemaskowani podczas przesłuchania przez władze Korei Południowej. Hwang skomentował to: „Śmierć jest tylko śmiercią. Nie ma żadnej różnicy, czy umrę ze starości, czy zabity przez reżim Kim Dzong Ila. W czerwcu 2010 r. Korea Południowa skazała dwóch niedoszłych zabójców na kary do 10 lat więzienia.

## Śmierć
Nad ranem 10 października 2010 r. został znaleziony martwy w swoim domu. Wstępne raporty wskazywały, że zmarł na atak serca.